# Péterhegy (Szlovénia)
Péterhegy (korábban Felső-Petrócz, szlovénül: Gornji Petrovci) falu és községközpont Szlovéniában, a Muravidéken.

## Fekvése
Muraszombattól 22 km-re északra, a magyar határhoz közel, a Vendvidéki-dombság (Goričko) területén, a Petőfai-patak (Peskovski-potok) partján fekszik.

## Nevezetességei

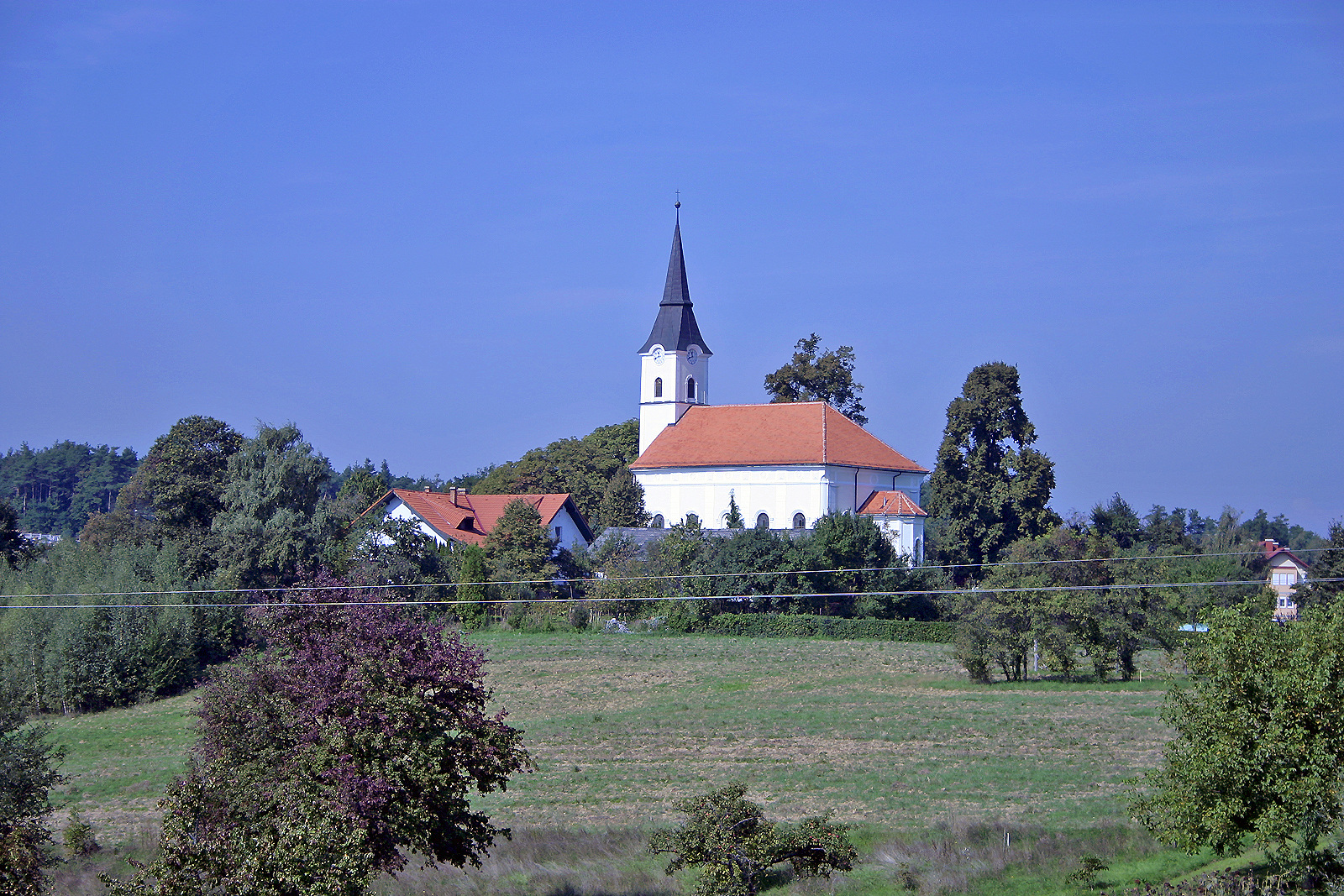
Az evangélikus templom

- A Szentháromság tiszteletére szentelt római katolikus plébániatemploma a 13. században épült. Később többször átépítették. Viszonylag rövid hajója román, szentélye késő gótikus, berendezése barokk.
- evangélikus temploma 1804-ben épült, a Muravidék legnagyobb méretű evangélikus temploma. 1894-ben renoválták.

## Híres emberek
- Itt született 1871. április 16-án Mikola Sándor fizikatanár, tankönyvíró és kísérleti fizikus, reformpedagógus, a Magyar Tudományos Akadémia rendes tagja.
- Itt hunyt el 1945.március 24-én Kerecsényi Dezső irodalomtörténész, a Magyar Tudományos Akadémia tagja. Sírja a település evangélikus temetőjében van.
- Itt hunyt el 1781. február 15-én Hüll János kanonok, a Tótsági kerület esperese.
- Itt volt evangélikus lelkész 1821-től haláláig Godina Mátyás egyházi író.